# 吴继武
吳继武（13世纪？—1330年），元朝初年安丰寿春人，吳祐之孙，吴安民之子。
吴继武袭任寿春路副万户，晋升为武略将军，转武德将军。至治二年（1322年），流民渡淮河，白天打劫，吴继武擒获为首之人斩杀，境内肃然。当年饥荒，吴继武劝富民出粮食以赈济饥民，又请来荆湖漕米一万八千石，得活的饥民非常多。至顺元年（1330年）去世。